# Таусон (Меріленд)
Таусон (англ. Towson) — переписна місцевість (CDP) в США, в окрузі Балтимор штату Меріленд. Населення — 59 553 особи (2020).

## Географія
Таусон розташований за координатами 39°23′33″ пн. ш. 76°37′17″ зх. д. / 39.39250° пн. ш. 76.62139° зх. д. (39.392422, -76.621509).  За даними Бюро перепису населення США в 2010 році переписна місцевість мала площу 36,99 км², з яких 36,64 км² — суходіл та 0,35 км² — водойми.

## Демографія
Згідно з переписом 2010 року, у переписній місцевості мешкало 55 197 осіб у 21 066 домогосподарствах у складі 11 134 родин. Густота населення становила 1492 особи/км².  Було 22779 помешкань (616/км²).
Расовий склад населення:
| - 80,6 % — білих - 11,0 % — чорних або афроамериканців - 5,1 % — азіатів - 0,2 % — корінних американців |

До двох чи більше рас належало 2,2 %. Частка іспаномовних становила 3,4 % від усіх жителів.
За віковим діапазоном населення розподілялося таким чином: 17,1 % — особи молодші 18 років, 66,4 % — особи у віці 18—64 років, 16,5 % — особи у віці 65 років та старші. Медіана віку мешканця становила 34,6 року. На 100 осіб жіночої статі у переписній місцевості припадало 85,0 чоловіків;  на 100 жінок у віці від 18 років та старших — 81,1 чоловіків також старших 18 років.
Середній дохід на одне домашнє господарство  становив 106 722 долари США (медіана — 74 828), а середній дохід на одну сім'ю — 141 300 доларів (медіана — 107 355). Медіана доходів становила 71 827 доларів для чоловіків та 60 441 долар для жінок. За межею бідності перебувало 12,2 % осіб, у тому числі 7,5 % дітей у віці до 18 років та 6,0 % осіб у віці 65 років та старших.
Цивільне працевлаштоване населення становило 27 262 особи. Основні галузі зайнятості: освіта, охорона здоров'я та соціальна допомога — 32,7 %, науковці, спеціалісти, менеджери — 13,7 %, мистецтво, розваги та відпочинок — 11,4 %, роздрібна торгівля — 9,6 %.